# Dvorec Kravjek
Dvorec Kravjek (nemško Weineck) je stal v naselju Leščevje v občini Ivančna Gorica.

## Zgodovina
Dvorec Kravjek je bil zgrajen v 16. stoletju. Pozidali so ga vitezi Ravbarji. Ob koncu 17. stoletja je rodbina baronov Ravbarjev še posebej njihova kranjska linija obubožala in izumirala, tako je leta 1695 baron Jurij Žiga Ravbar prodal 1/3 posesti in z leti prišlo v druge roke. V 19. stoletju na dvorcu živela Johana, katero je Josip Jurčič učil slovenščino. Njo je Jurčič postavil v vlogo Manice v njegovem romanu Deseti brat. Porušen je bil leta 1878 in prodan okoliškim kmetom kot gradbeni material.